# Rådhuspladsen station
Rådhuspladsen station är en järnvägsstation i centrum av  Köpenhamn som används av Cityringen (M3) och linje M4 på Köpenhamns metro. Den invigdes 29 september 2019 i samband med öppningen av Cityringen.

Stationen ligger under jord med utgång mot Rådhuspladsen. En cykelväg och en trädplantering har anlagts över stationen.

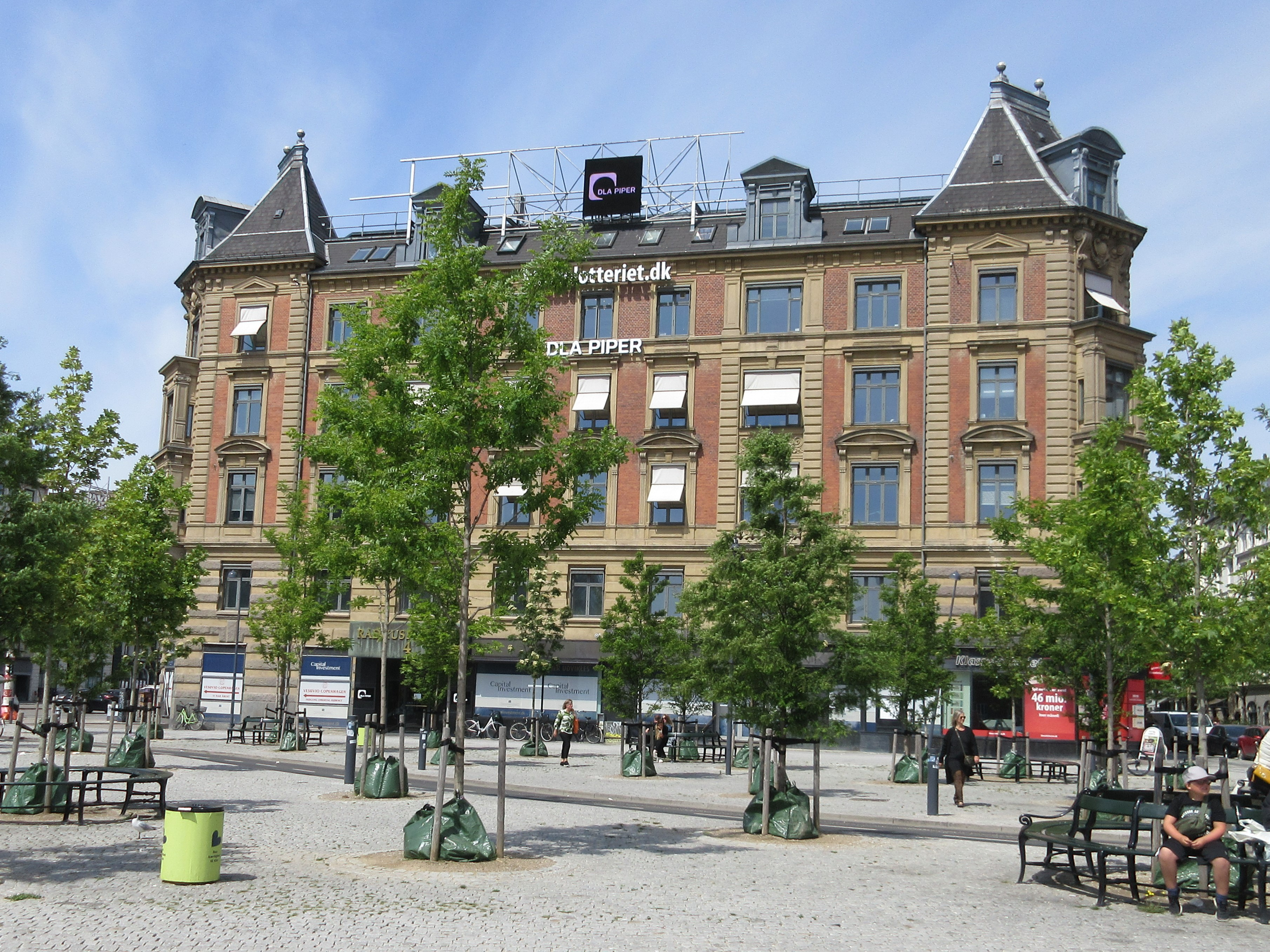
Trädplanteringen över stationen.